# Kulujärvi
Kulujärvi eller Kulojärvi är en sjö i Finland. Den ligger i kommunen Ilomants i landskapet Norra Karelen, i den sydöstra delen av landet, 400 km nordost om huvudstaden Helsingfors. Kulujärvi ligger 156,5 meter över havet. I omgivningarna runt Kulujärvi växer i huvudsak barrskog. Den är 4,9 meter djup. Arean är 1,07 kvadratkilometer och strandlinjen är 7,49 kilometer lång. Sjön  ingår i Vuoksens huvudavrinningsområde. 